# Reprezentacja Anglii w piłce nożnej kobiet
Reprezentacja Anglii w piłce nożnej kobiet – oficjalna żeńska drużyna reprezentująca Anglię w rozgrywkach piłki nożnej. 

## Udział w międzynarodowych turniejach
Angielki to aktualne mistrzynie Europy i wicemistrzynie świata.

### Mistrzostwa świata
| Udział w Mistrzostwach świata | Udział w Mistrzostwach świata | Udział w Mistrzostwach świata | Udział w Mistrzostwach świata | Udział w Mistrzostwach świata | Udział w Mistrzostwach świata | Udział w Mistrzostwach świata | Udział w Mistrzostwach świata | Udział w Mistrzostwach świata | . | Kwalifikacje do Mistrzostw świata | Kwalifikacje do Mistrzostw świata | Kwalifikacje do Mistrzostw świata | Kwalifikacje do Mistrzostw świata | Kwalifikacje do Mistrzostw świata | Kwalifikacje do Mistrzostw świata |
| Rok                           | Runda                         | Miejsce                       | M                             | W                             | R                             | P                             | B+                            | B-                            | . | M                                 | W                                 | R                                 | P                                 | B+                                | B-                                |
| ----------------------------- | ----------------------------- | ----------------------------- | ----------------------------- | ----------------------------- | ----------------------------- | ----------------------------- | ----------------------------- | ----------------------------- | - | --------------------------------- | --------------------------------- | --------------------------------- | --------------------------------- | --------------------------------- | --------------------------------- |
| 1991                          | Nie zakwalifikowała się       | Nie zakwalifikowała się       | Nie zakwalifikowała się       | Nie zakwalifikowała się       | Nie zakwalifikowała się       | Nie zakwalifikowała się       | Nie zakwalifikowała się       | Nie zakwalifikowała się       | . | Mistrzostwa Europy 1991           | Mistrzostwa Europy 1991           | Mistrzostwa Europy 1991           | Mistrzostwa Europy 1991           | Mistrzostwa Europy 1991           | Mistrzostwa Europy 1991           |
| 1995                          | Ćwierćfinał                   | 7/12                          | 4                             | 2                             | 0                             | 2                             | 6                             | 9                             | . | Mistrzostwa Europy 1995           | Mistrzostwa Europy 1995           | Mistrzostwa Europy 1995           | Mistrzostwa Europy 1995           | Mistrzostwa Europy 1995           | Mistrzostwa Europy 1995           |
| 1999                          | Nie zakwalifikowała się       | Nie zakwalifikowała się       | Nie zakwalifikowała się       | Nie zakwalifikowała się       | Nie zakwalifikowała się       | Nie zakwalifikowała się       | Nie zakwalifikowała się       | Nie zakwalifikowała się       | . | Awans                             | Awans                             | Awans                             | Awans                             | Awans                             | Awans                             |
| 2003                          | Nie zakwalifikowała się       | Nie zakwalifikowała się       | Nie zakwalifikowała się       | Nie zakwalifikowała się       | Nie zakwalifikowała się       | Nie zakwalifikowała się       | Nie zakwalifikowała się       | Nie zakwalifikowała się       | . | Awans                             | Awans                             | Awans                             | Awans                             | Awans                             | Awans                             |
| 2007                          | Ćwierćfinał                   | 7/16                          | 4                             | 1                             | 2                             | 1                             | 8                             | 6                             | . | Awans                             | Awans                             | Awans                             | Awans                             | Awans                             | Awans                             |
| 2011                          | Ćwierćfinał                   | 7/16                          | 4                             | 2                             | 2                             | 0                             | 6                             | 3                             | . | Awans                             | Awans                             | Awans                             | Awans                             | Awans                             | Awans                             |
| 2015                          | Półfinał                      | 3/24                          | 7                             | 5                             | 0                             | 2                             | 10                            | 7                             | . | Awans                             | Awans                             | Awans                             | Awans                             | Awans                             | Awans                             |
| 2019                          | Półfinał                      | 4/24                          | 7                             | 5                             | 0                             | 2                             | 13                            | 5                             | . | Awans                             | Awans                             | Awans                             | Awans                             | Awans                             | Awans                             |
| 2023                          | Finał                         | 2/32                          | 7                             | 5                             | 1                             | 1                             | 13                            | 4                             | . | Awans                             | Awans                             | Awans                             | Awans                             | Awans                             | Awans                             |

### Mistrzostwa Europy
| 1984 | Awans                   | II miejsce              |
| 1987 | Awans                   | IV miejsce              |
| 1989 | Nie zakwalifikowała się | Nie zakwalifikowała się |
| 1991 | Nie zakwalifikowała się | Nie zakwalifikowała się |
| 1993 | Nie zakwalifikowała się | Nie zakwalifikowała się |
| 1995 | Awans                   | Półfinał                |
| 1997 | Nie zakwalifikowała się | Nie zakwalifikowała się |
| 2001 | Awans                   | Faza grupowa            |
| 2005 | Gospodarz               | Faza grupowa            |
| 2009 | Awans                   | II miejsce              |
| 2013 | Awans                   | Faza grupowa            |
| 2017 | Awans                   | III miejsce             |
| 2022 | Gospodarz               | I miejsce               |